# Heinz Hax
Heinz Hax   (Berlín, 24 de gener de 1900 - Coblença, 1 de setembre de 1969) va ser un militar i esportista alemany que va competir durant les dècades de 1920 i 1930. Destacà com a pentatleta modern i tirador. Era fill de Georg Hax, gimnasta i waterpolista de començaments del segle xx.
Durant la seva carrera esportiva va prendre part en tres edicions dels Jocs Olímpics d'Estiu. El 1928, als Jocs d'Amsterdam, fou cinquè en la prova del pentatló modern. Als Jocs de Los Angeles de 1932 i Berlín de 1936 guanyà la medalla de plata en la prova pistola lliure, 25 metres del programa de tir.
Com a militar va ser ascendit a capità el 1934, a comandant el 1938 i a tinent coronel el 1939. Durant la Segona Guerra Mundial va participar en la Campanya de Polònia, per la qual va ser guardonat amb dues creus de ferro. El 1942 va ser nomenat coronel i el 1943 cap de l'estat major del 16è Cos Panzer. El 4 de maig de 1944 va ser nomenat comandant del 111è Regiment Panzer-Granaders de l'11a Divisió Panzer. El gener de 1945 va assumir el comandament de la 8a Divisió Panzer i l'1 d'abril de 1945.
El 9 de maig de 1945 es va rendir a les tropes americanes a Plzeň i fou entregat a l'Exèrcit Roig. Fou condemnat a 25 anys de treballs forçats i va ser empresonat fins a l'octubre de 1955. El 1956 va tornar a l'exèrcit, a la Bundeswehr, amb el rang de general de brigada, com a comandant de la 3a Divisió Panzer a Buxtehude. Es va retirar el 1961 amb el rang de major general.